# Talavera petrensis
Talavera petrensis is een spinnensoort uit de familie springspinnen (Salticidae).
De wetenschappelijke naam van de soort werd in 1837 als Euophrys petrensis gepubliceerd door Carl Ludwig Koch.